# Orang pendek
Az orang pendek (indonéz, jelentése: „alacsony ember”) egy majomszerű állat az indonéz folklórban, melyet az Indonéziához tartozó Szumátra szigetén többször is észleltek.
Állítólag Szumátra szigetének távoli, hegyvidéki erdeiben él. A lényt állítólag legalább 100 éve látták és dokumentálták az erdei törzsek, a helyi falusiak, a holland gyarmatosítók, valamint a nyugati tudósok és utazók. A szemtanúk egybehangzó véleménye szerint a lény egy földön élő, kétlábú, rövid szőrrel borított, 80 és 150 cm (30 és 60 inch) közötti magasságú főemlős.

## Megjelenése

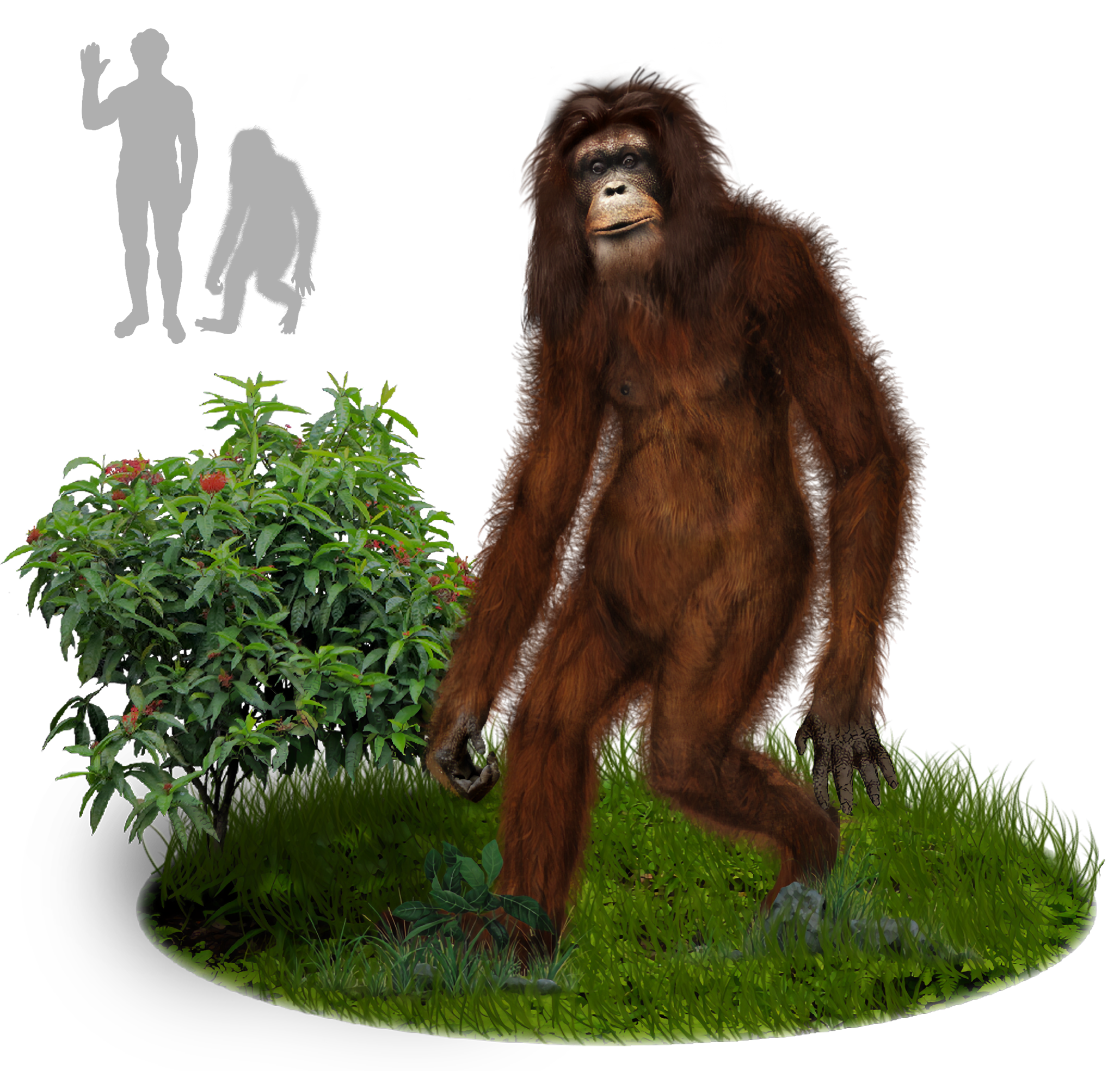
Az orang pendek feltételezett kinézete, művészi ábrázoláson

Sokan már megtalálták lábnyomait, amik alapján magassága (ha létezik) 80 és 150 centiméter közötti lehet. Egy vadász egyszer megpillantott a szigeten egy fura állatot, de nem lőtte le, mert túl emberi volt. Annak ellenére hogy feltételezett nyomait megtalálták – amiről később kiderült, hogy nem az övéi – nincs bizonyíték a létezésére.